# Buitres sobre la ciudad
Buitres sobre la ciudad  è un film italo-spagnolo, del 1981, diretto da Gianni Siragusa.
Nonostante la co-produzione italiana e la presenza di attori noti quali Maurizio Merli e Lilli Carati, la pellicola non è mai stata distribuita in Italia a causa di alcuni problemi di produzione.

## Trama
Madrid. Durante l'inaugurazione di un nuovo impianto petrolifero, un magnate del petrolio, viene ucciso da un cecchino. Il giornalista Mark Spencieri, spalleggiato dal suo fotografo Theo, decide di investigare convinto che questo possa essere uno dei casi più importanti della sua carriera. Le morti, infatti, continuano incessanti e il giornalista scopre di essere nel bel mezzo di una guerra di mafia per il controllo del mercato del petrolio. Nonostante la fidanzata Isela cerchi di dissuaderlo Mark, con l'appoggio del fido Theo, continua ad indagare imperterrito.

## Distribuzione
Il film è stato distribuito nelle sale cinematografiche spagnole a partire dal 15 giugno 1981.
La pellicola è conosciuta anche con il titolo internazionale Vultures Over the City.